# M3 Stuart
M3 «Стюарт» (англ. M3 Stuart) — американський легкий танк періоду Другої світової війни. Названий на честь генерал-майора армії Конфедеративних Штатів Америки за часів громадянської війни в США Джеба Стюарта.
M3 був створений в 1938—1941 роках на базі легкого танка M2. «Стюарт» серійно випускався з березня 1941 по червень 1944 року, неодноразово піддавався модернізаціям по ходу випуску. Всього було побудовано 23 685 танків цього типу, що зробило «Стюарт» найчисленнішим легким танком в історії світового танкобудування.
У Другій світовій війні «Стюарт» активно використовувався військами США, а також в значних кількостях поставлявся за програмою ленд-лізу у Велику Британію, СРСР, Китай, військам «Вільної Франції». Після війни застарілі на той час, але все ще численні «Стюарти» продавалися в багато інших країн, в деяких з яких вони перебували на озброєнні до 1990-х років.

## Країни-оператори

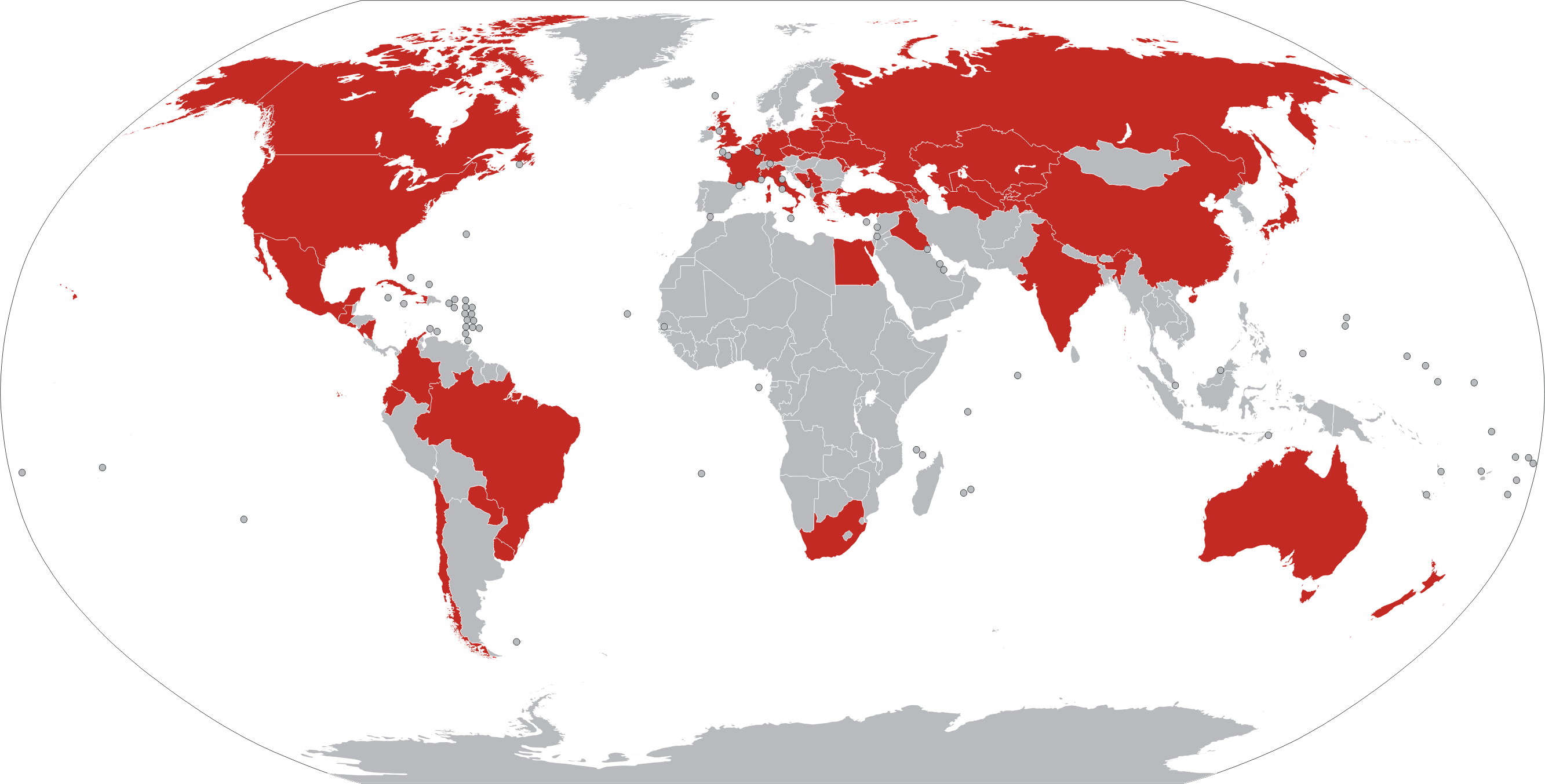
Країни-оператори М3/М5 «Стюарт»

- Австралія[1]
- Бразилія — 427 M3[2];
- Канада[3];
- Нова Зеландія[1];
- СРСР — 1 681 танк за ленд-лізом[4];
- Велика Британія — 6 904 танка за ленд-лізом[4];
- США
  -  Армія США;
  -  Корпус морської піхоти США;
- Франція — 651 танк за ленд-лізом[5];
- Гоміньдан — за програмою ленд-ліза замовлено 1 000 танків, реально відправлено 536, дійшло до китайських військ близько 100[6][7][8];
- Народно-визвольна армія Китаю — кілька одиниць, захоплених у гомінданівців M3[9];
- Югославія — 56 танків, що передали британці[5];
- Польща — близько 110—130 одиниць M3A3 та M5A1, отриманих від Великої Британії в 1943[10];
- Чехословаччина — близько 30 M5A1, отриманих від Великої Британії в 1944[5];
- Туреччина — приблизна кількість 150—200 танків, отриманих від Великої Британії в 1942–1943[11];
- Третій Рейх — кілька одиниць, захоплених у Північній Африці що отримали позначення PzKpfw M3 747(a)[12];
- Японія — кілька захоплених американських бойових машин[13];
- Британська Індія[14];
- Південна Африка[3]
- Єгипет[2];
- Ірак[2];
- Бельгія[7];
- Нідерланди[7];
- Італія[7];
- Греція[7];
- Еквадор — 42 M3A1[2];
- Парагвай — за станом на 2010 12 танків M3A1 Stuart[15];
- Уругвай — 40 M3A1[16];
- Чилі — 30 M3A1[2];
- Колумбія — 12 M3A1[2];
- Куба — 12 M3A1[2];
- Сальвадор — 6 M3A1[2];
- Мексика — 4 M3A1[2];
- Гаїті — 3 танка[17];
- Нікарагуа — 3 танка[17];
- Гватемала — 3 танка[17].

## Тактико-технічні характеристики
| ТТХ модифікації танків родини M3      |                                                                        |                                                                        |                                                                    |                                                                        |                                                                        |                                                                        |                                                                              |                                                                              |
|                                       | M2A4                                                                   | M3 перших серії                                                        | M3 середніх серії                                                  | M3 пізніх серії                                                        | M3A1                                                                   | M3A3                                                                   | M5                                                                           | M5A1                                                                         |
| Розміри                               |                                                                        |                                                                        |                                                                    |                                                                        |                                                                        |                                                                        |                                                                              |                                                                              |
| Довжина, м                            | 4,43                                                                   | 4,53                                                                   | 4,53                                                               | 4,53                                                                   | 4,53                                                                   | 5,03                                                                   | 4,34                                                                         | 4,84                                                                         |
| Ширина, м                             | 2,47                                                                   | 2,24                                                                   | 2,24                                                               | 2,24                                                                   | 2,24                                                                   | 2,52                                                                   | 2,24                                                                         | 2,29                                                                         |
| Висота, м                             | 2,64                                                                   | 2,64                                                                   | 2,64                                                               | 2,39                                                                   | 2,39                                                                   | 2,57                                                                   | 2,59                                                                         | 2,57                                                                         |
| Бойова маса, т                        | 11,60                                                                  | 12,68                                                                  | 12,68                                                              | 12,68                                                                  | 12,91                                                                  | 14,68                                                                  | 14,99                                                                        | 15,72                                                                        |
| Бронювання, мм                        |                                                                        |                                                                        |                                                                    |                                                                        |                                                                        |                                                                        |                                                                              |                                                                              |
| Лоб корпусу                           | 16—25                                                                  | 16—44                                                                  | 16—44                                                              | 16—44                                                                  | 16—44                                                                  | 25—44                                                                  | 29—44                                                                        | 29—64                                                                        |
| Борта та корма корпусу                | 25                                                                     | 25                                                                     | 25                                                                 | 25                                                                     | 25                                                                     | 25                                                                     | 25                                                                           | 15—29                                                                        |
| Лоб башти                             | 25                                                                     | 38                                                                     | 38—51                                                              | 38—51                                                                  | 38—51                                                                  | 38—51                                                                  | 38—51                                                                        | 44—51                                                                        |
| Борта та корма башти                  | 25                                                                     | 25                                                                     | 32                                                                 | 32                                                                     | 32                                                                     | 32                                                                     | 32                                                                           | 32                                                                           |
| Дах                                   | 6                                                                      | 13                                                                     | 13                                                                 | 13                                                                     | 13                                                                     | 13                                                                     | 13                                                                           | 13                                                                           |
| Днище                                 | 6—13                                                                   | 10—13                                                                  | 10—13                                                              | 10—13                                                                  | 10—13                                                                  | 10—13                                                                  | 10—13                                                                        | 10—13                                                                        |
| Озброєння                             |                                                                        |                                                                        |                                                                    |                                                                        |                                                                        |                                                                        |                                                                              |                                                                              |
| Гармата                               | 1 × 37-мм M5                                                           | 1 × 37-мм M6                                                           | 1 × 37-мм M6                                                       | 1 × 37-мм M6                                                           | 1 × 37-мм M6                                                           | 1 × 37-мм M6                                                           | 1 × 37-мм M6                                                                 | 1 × 37-мм M6                                                                 |
| Кулемети                              | 5 × 7,62-мм M1919A4                                                    | 5 × 7,62-мм M1919A4                                                    | 5 × 7,62-мм M1919A4                                                | 5 × 7,62-мм M1919A4                                                    | 2 × 7,62-мм M1919A4, 1 × 7,62-мм M1919A5                               | 2 × 7,62-мм M1919A4, 1 × 7,62-мм M1919A5                               | 2 × 7,62-мм M1919A4, 1 × 7,62-мм M1919A5                                     | 2 × 7,62-мм M1919A4, 1 × 7,62-мм M1919A5                                     |
| Боєкомплект, снарядів/набоїв          | 103 / 8470                                                             | 103 / 8270                                                             | 103 / 8270                                                         | 103 / 8270                                                             | 106 / 7220                                                             | 174 / 7500                                                             | 123 / 6250                                                                   | 147 / 6750                                                                   |
| Рухомість                             |                                                                        |                                                                        |                                                                    |                                                                        |                                                                        |                                                                        |                                                                              |                                                                              |
| Двигун                                | бензиновий 7-цилиндровий радіальний «Континенталь» W-670-9A, 250 к. с. | бензиновий 7-цилиндровий радіальний «Континенталь» W-670-9A, 250 к. с. | дизельний 9-цилиндровий радіальний «Гайберсон» T-1020-4, 220 к. с. | бензиновий 7-цилиндровий радіальний «Континенталь» W-670-9A, 250 к. с. | бензиновий 7-цилиндровий радіальний «Континенталь» W-670-9A, 250 к. с. | бензиновий 7-цилиндровий радіальний «Континенталь» W-670-9A, 250 к. с. | спарені бензинові 8-цилиндрові V-подібні «Кадиллак» Series 42, 2 × 110 к. с. | спарені бензинові 8-цилиндрові V-подібні «Кадиллак» Series 42, 2 × 110 к. с. |
| Питома потужність, к. с./т            | 19,5                                                                   | 17,9                                                                   | 15,7                                                               | 17,9                                                                   | 17,5                                                                   | 15,4                                                                   | 13,3                                                                         | 12,7                                                                         |
| Максимальна швидкість по шосе, км/год | 58                                                                     | 58                                                                     | н/д                                                                | 58                                                                     | 58                                                                     | 50                                                                     | н/д                                                                          | н/д                                                                          |
| Запас ходу по шосе, км                | 113                                                                    | 113                                                                    | 144                                                                | 217                                                                    | 217                                                                    | 217                                                                    | 161                                                                          | 161                                                                          |